# Deborah Toniolo
Deborah Toniolo (Schio, 24 aprile 1977) è una maratoneta italiana.
Agli europei di Göteborg 2006 è 7ª nella maratona e campionessa europea a squadre assieme a Bruna Genovese (5ª con 2h31'15"), Giovanna Volpato (8ª con 2h32'04"), Anna Incerti (9ª con 2h32'53") e Marcella Mancini (21ª con 2h40'47").

## Palmarès
| Anno | Manifestazione | Sede       | Evento   | Risultato | Prestazione | Note                                     |
| ---- | -------------- | ---------- | -------- | --------- | ----------- | ---------------------------------------- |
| 2006 | Europei        | Göteborg   | Maratona | 7ª        | 2h31'31"    | [ 2 ]                                    |
| 2007 | Mondiali       | Osaka      | Maratona | 26ª       | 2h39'46     | Miglior prestazione personale stagionale |
| 2010 | Europei        | Barcellona | Maratona | 11ª       | 2h37'10     |                                          |
| 2014 | Europei        | Zurigo     | Maratona | 16ª       | 2h33'02"    |                                          |

## Le maratone disputate
1. New York, 2 Nov 2003: 2h45:08 (19)
2. Milano, 28 Nov 2004: 2h34:24 (3)
3. Vittorio Veneto, 12 Mar 2006: 2h28:31 (1)
4. Göteborg, 12 Ago 2006: 2h31:31 (7)
5. Osaka, 1 Set 2007: 2h39:46 (26)
6. Avigliana, 26 Ott 2008: 2h51:33 (1)
7. Padova, 26 Apr 2009: 2h31:20 (3)
8. Barcellona, 31 Lug 2010: 2h37:10 (13)
9. Osaka, 26 Gen 2014: 2h31:42 (8)